# Franconie
La Franconie (en allemand Franken) est une région géographique et historique du centre-sud de l'Allemagne. Depuis 1803, elle appartient à la Bavière, dont elle représente environ les deux cinquièmes nord du territoire actuel. Elle rassemble trois des sept circonscriptions administratives (Regierungsbezirke) bavaroises : Moyenne-Franconie (Mittelfranken), Basse-Franconie (Unterfranken) et Haute-Franconie (Oberfranken).

## Toponymie
Le nom « Franconie »  vient des Francs, un peuple germanique qui a conquis la plus grande partie de l'Europe occidentale au milieu du VIIIe siècle,,,. Il a été supposé que la Franconie était la patrie originaire de l'ethnie des Francs (en allemand, le mot Franken désigne à la fois les Francs historiques et les Franconiens modernes), mais ce n'est pas le cas.
L'empire des Francs (à son apogée vers l'an 800) comprend bien une grande partie de la Franconie actuelle, à ses frontières orientales (voir paragraphe Moyen Âge). Mais la grande majorité des Francs ethniques, répartis entre Saliens et Ripuaires, vivait initialement au Benelux actuel, au quart nord-est de la France moderne, en Hesse et dans le bassin du Rhin et du Main. Cependant, une élite franque, dispersée dans tout l'Empire, a bien donné son nom à la Franconie.
Au IXe siècle, l'identité franque est progressivement passée d'une identité ethnique (celle du peuple des Francs) à une identité nationale (celle des sujets de l'Empire franc). Les Francs d'origine ne sont plus nommés « Francs » et ne s'appellent plus eux-mêmes par ce dénominatif. En revanche, certains groupes de personnes, qui n'étaient pas forcément des Francs, mais gouvernés par la noblesse franque, commencèrent à utiliser cette appellation pour désigner les terres et les gens.
Aujourd'hui, trois régions européennes sont associées aux Francs par leur étymologie : la France, la région française de l'Île-de-France (historiquement siège du pouvoir des Francs occidentaux et patrie d'adoption de la dynastie ripuaire franque) et la moderne Franconie.

## Géographie

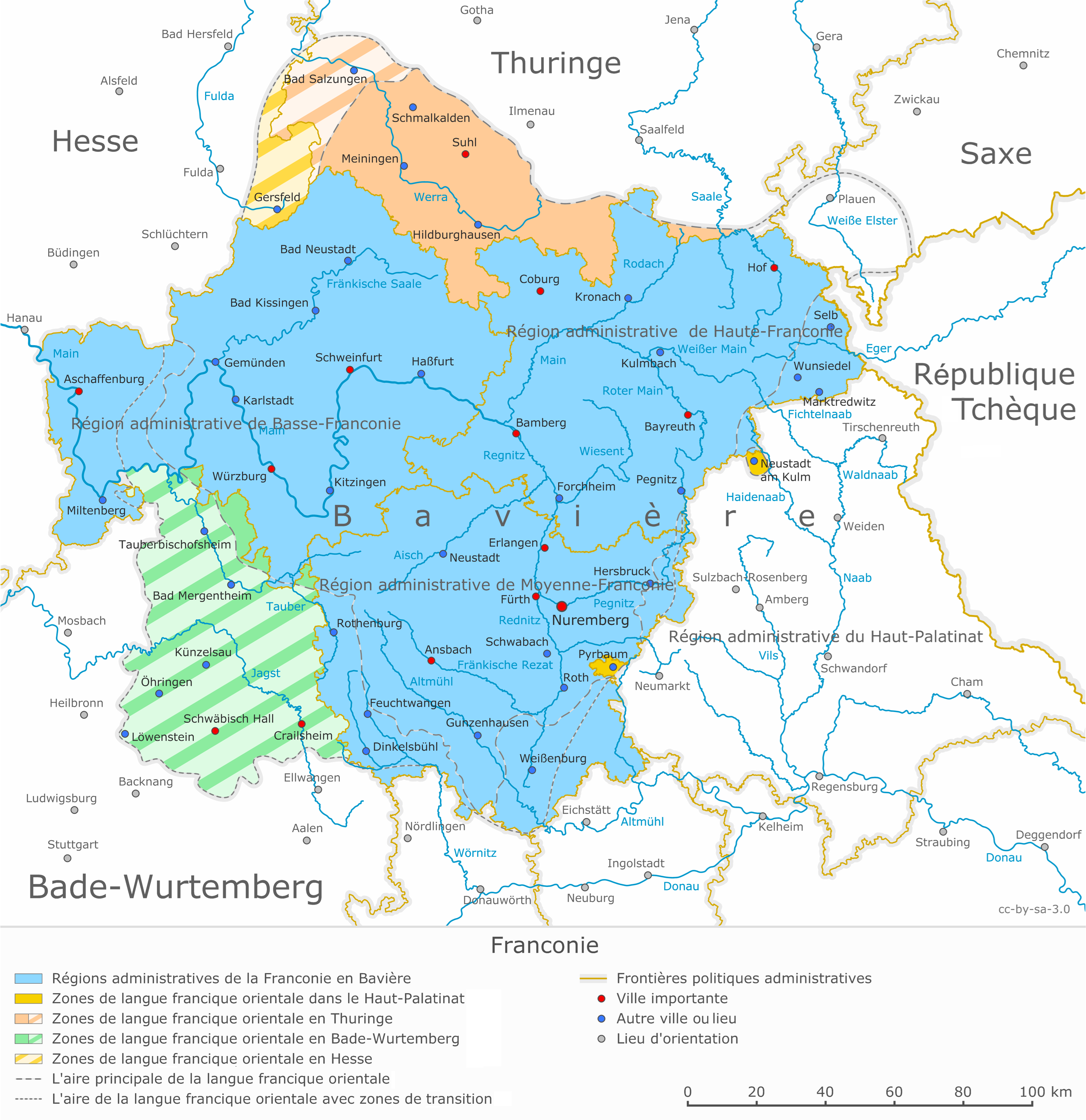
La Franconie d'aujourd'hui.

La Franconie est située au nord et au sud du Main. Avec son affluent, la Regnitz, elle-même issue du confluent de la Rednitz et de la Pegnitz, il traverse la plupart des régions de la Franconie. D'autres grandes rivières arrosent le Nord, la Werra, en Thuringe et la Tauber, ainsi que la Jagst supérieure et le Kocher à l'ouest, deux affluents de la rive droite du Neckar. Dans le sud de la Moyenne-Franconie, l'Altmühl rejoint le Danube dans le Haut-Palatinat. Le canal Rhin-Main-Danube traverse la région du Nord au Sud. La région des lacs artificiels de Franconie (Fränkisches Seenland), au sud de Nuremberg, est une destination populaire pour les excursionnistes et les touristes.
Le paysage est caractérisé par les montagnes du Mittelgebirge, le Frankenhöhe et le Jura franconien. La frontière occidentale naturelle de la Franconie est formée par le Spessart et Rhön, qui la séparent de l'ancienne Franconie rhénane autour d'Aschaffenburg (qui fait officiellement partie de la Basse-Franconie), où les dialectes parlés se rattachent à la Hesse. Au Nord, la limite est le Rennsteig, sentier de grande randonnée qui suit la crête principale des monts de Thuringe et de la forêt de Thuringe. La Franconie inclut les arrondissements du sud de la Thuringe : Schmalkalden-Meiningen, Hildburghausen et Sonneberg, le  Gau historique de Grabfeld tenu par la Maison de Henneberg dès le XIe siècle et plus tard partie intégrante du duché de Saxe-Meiningen, appartenant à la maison de Wettin.

À l'est, le Fichtelgebirge jouxte la République tchèque et le Haut-Palatinat bavarois. Les hauteurs du Jura franconien marquent le sud de la frontière avec la région de l'ancienne Bavière (Altbayern), la Souabe historique  et le bassin du Danube. Les territoires du nord de la Haute-Bavière, l'arrondissement et l'évêché d'Eichstätt sont également considérés comme faisant partie de la Franconie.
À l'ouest, la Franconie proprement dite comprend la région de la rivière Tauber, la région de Heilbronn-Franconie avec l'arrondissement de Hohenlohe et celui de Schwäbisch Hall.

## Villes principales

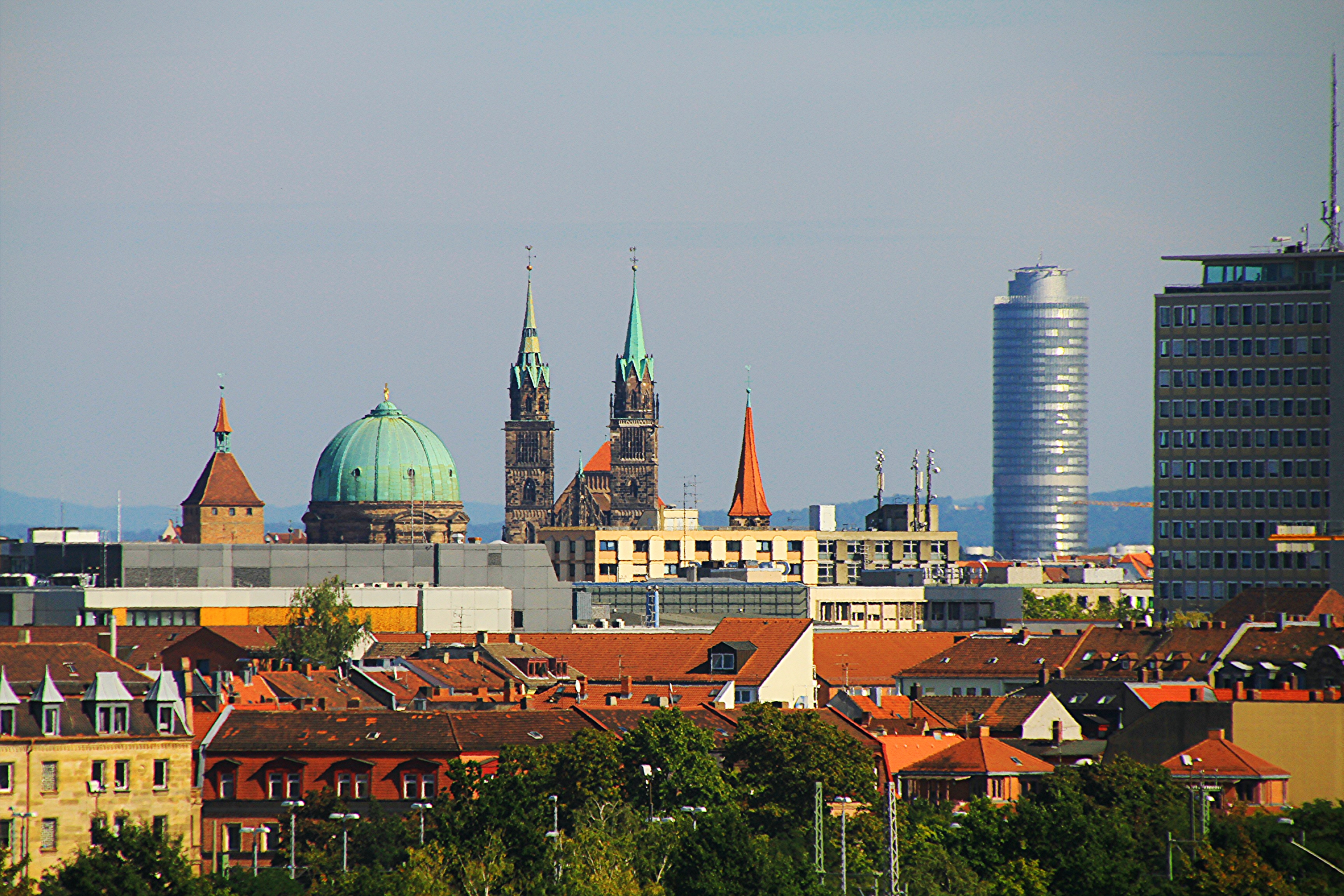
Nuremberg.

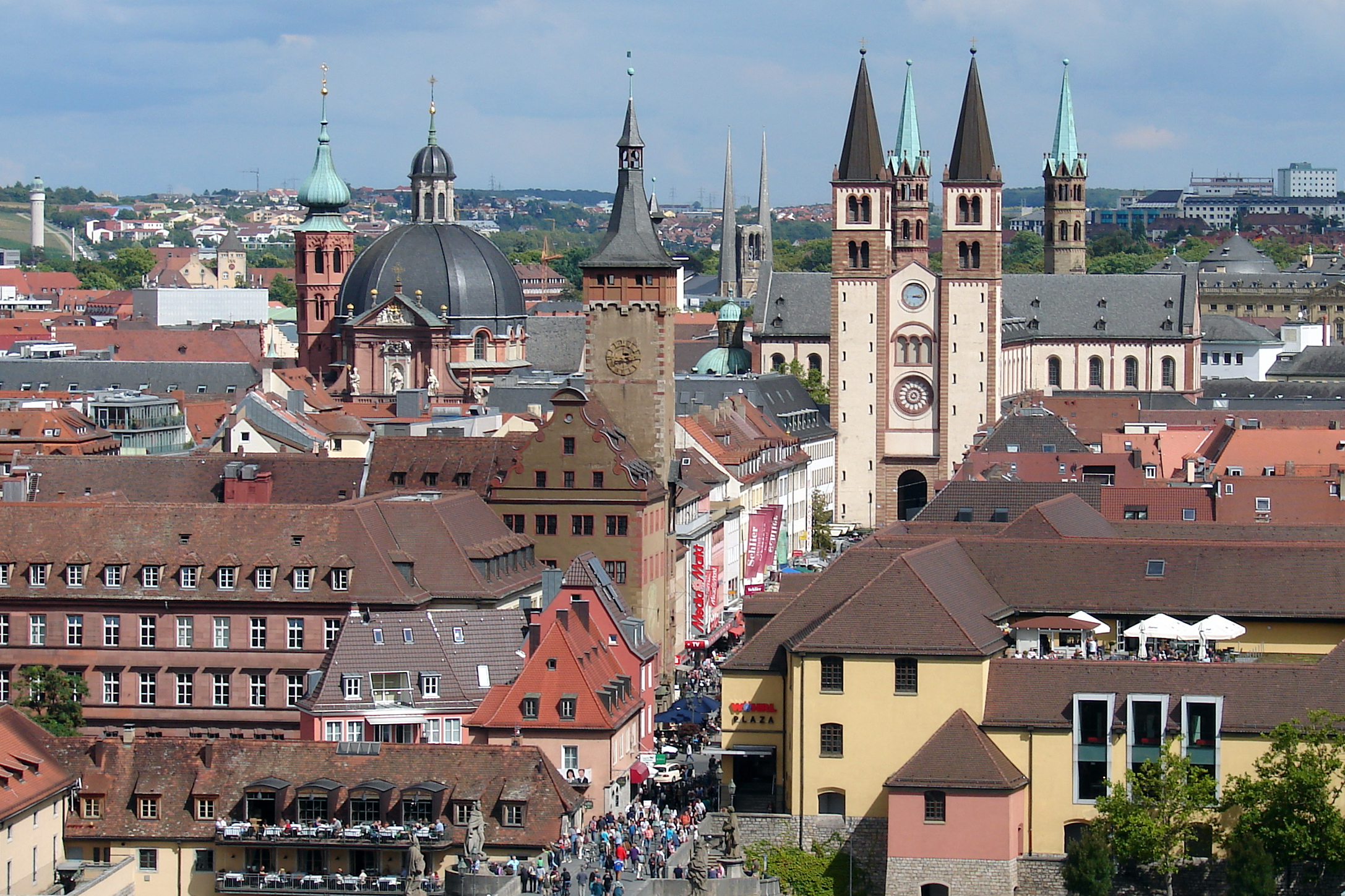
Wurtzbourg.

| Ville          | Habitants au 31 décembre 2022 |
| Nuremberg      | 523 026                       |
| Fürth          | 131 433                       |
| Wurtzbourg     | 127 810                       |
| Erlangen       | 116 562                       |
| Bamberg        | 79 935                        |
| Bayreuth       | 74 506                        |
| Aschaffenbourg | 72 444                        |
| Schweinfurt    | 54 675                        |
| Hof-sur-Saale  | 46 656                        |
| Ansbach        | 42 221                        |
| Cobourg        | 41 842                        |
| Schwabach      | 41 227                        |

## Histoire

### Préhistoire

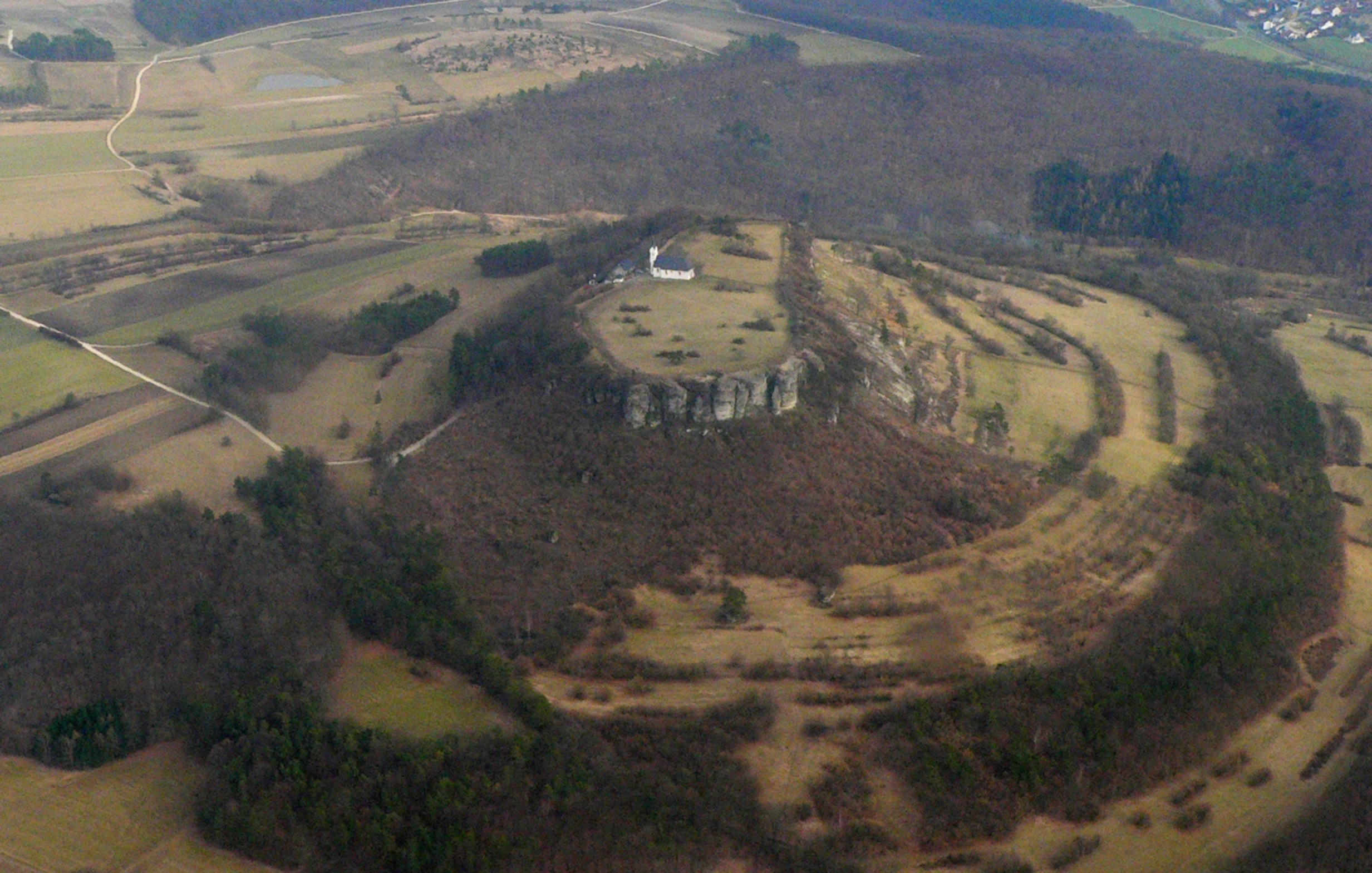
Le Staffelberg.

Des fossiles et des artéfacts qui ont été trouvés à Kronach et sur le Schalksberg à Wurtzbourg montrent que la région était déjà habitée dans le Pléistocène moyen (il y a environ 600 000 ans) par un homme primitif de type Homo erectus. Dans les grottes de Hunas près de Pommelsbrunn dans l'Arrondissement du Pays-de-Nuremberg, on a un exemple d'un habitat des premiers hommes de Bavière. On y a découvert la molaire d'un homme de Néandertal.
La Franconie a été occupée durant la période de la Tène, comme le reste de l'Allemagne méridionale, par une population celtique. Les Celtes qui y vécurent, entre 500 av. J.-C. et l'occupation du pays par les Romains en 15 av. J.-C., n'étaient pas de nouveaux arrivés mais les descendants des populations hallstattiennes.
Il existait, au Ve siècle av. J.-C., de grandes agglomérations qui avaient l'aspect de villages fortifiés, sur des hauteurs, avec un net caractère urbain. Elles devaient très vraisemblablement contrôler les voies commerciales et les centres d'habitats régionaux. On peut les comparer aux villes étrusques contemporaines. Le site de Staffelberg, sur le cours supérieur du Main, est particulièrement représentatif.
Lorsque commencent les migrations celtes, au début de La Tène moyenne, vers 400, les établissements fortifiés de Franconie sont abandonnés et on assiste au déclin de l'artisanat celtique en Bavière. On trouve encore un site du IVe siècle av. J.-C., fortifié sur une hauteur, sur le Vogelsburg, près de Volkach, sur le Main, qui jouait pour la population de Schweinfurt le rôle de chef-lieu.

### Antiquité
Les origines de l'histoire franconienne remontent aux Romains qui avaient étendu leur domination jusqu'aux rives de l'Altmühl. Gunzenhausen était le fort le plus septentrional de l'enceinte du Limes qui devait protéger la province romaine de Rhétie contre les invasions des Celtes et Germains. Elle a tenu du reste jusqu'en 233 apr. J.-C., à l'arrivée des Alamans qui envahirent les provinces frontalières romaines. Dans l'actuel Arrondissement de Weissenburg-Gunzenhausen, on a dégagé de multiples monuments et fortifications romains. Le « Römerschatz » (trésor romain) de Weißenburg jouit d'un renom assez important avec ses 134 pièces dont 16 statues représentant des dieux, en parfait état.

### Moyen Âge

« Les rateaux franconiens », émanché de gueules et d'argent de trois pièces. Le sceau de Gerolzhofen a été adopté par Wolfram von Grumbach comme blason de son évêché de Wurtzbourg puis est devenu le symbole de la prétention de ses successeurs au duché de Franconie.

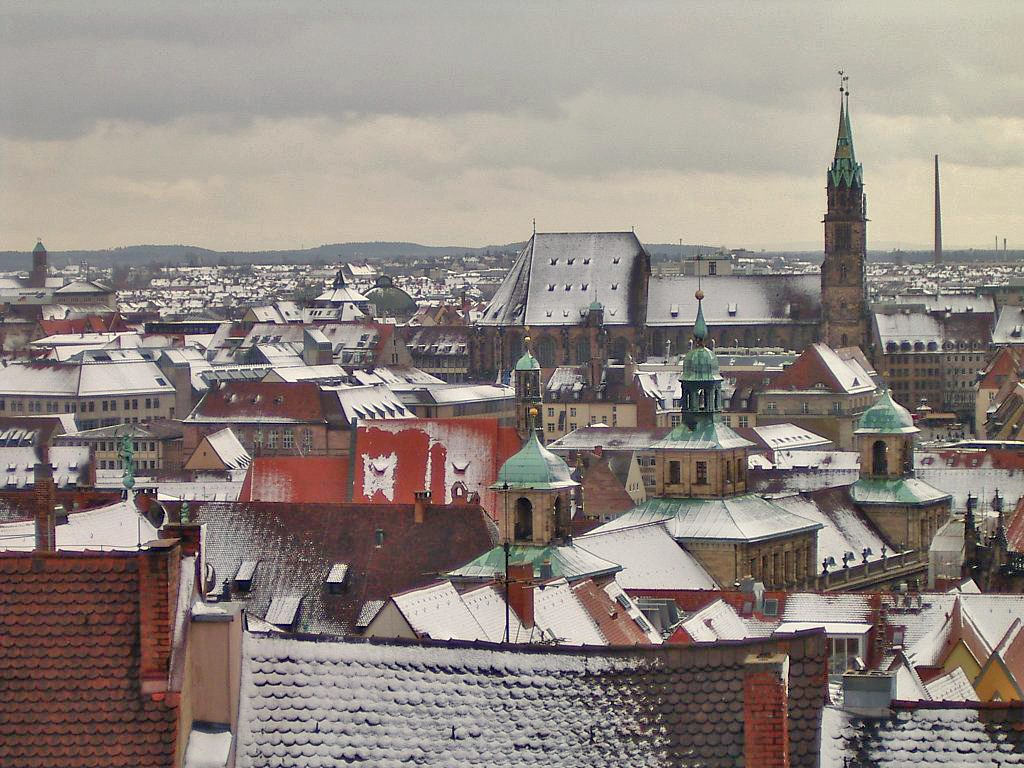
La vieille ville de Nuremberg.

Le Moyen Âge est pour la Franconie une période mouvementée, de sa construction paisible sous les rois francs jusqu'aux grandes guerres de religion avec leurs ravages désastreux.
Une grande partie de la Franconie actuelle, aux frontières orientales de l'empire franc, est peuplée par des Francs au début du VIe siècle sous le règne de Clovis Ier. Ces zones avaient été dominées et colonisées par les Burgondes et les Alamans avant qu'ils ne s'installent beaucoup plus au sud, dans une zone couvrant aujourd'hui le nord de la Suisse, le Pays de Bade élargi et le sud de l'Alsace. Le vide qu'ils ont laissé a permis l'installation de quelques nobles francs avec des serviteurs plus ou moins nombreux. Les principales villes fondées par les nobles francs sont Wurtzbourg, mentionnée au VIIe siècle, Ansbach, en 748, et Weißenburg, fondée au VIIe siècle.
Avec l'installation des Francs dans le pays et le développement sous les Mérovingiens et les Carolingiens, la région gagne rapidement de l'importance. Cette évolution va de pair avec l'évangélisation par des missionnaires irlando-écossais et anglo-saxons comme Kilian, Colman et Totnan, Boniface, Willibald, Wunibald et Walburge, qui, à partir de Wurtzbourg et d'Eichstätt, érigent un grand nombre de monastères dans le sud-est de l'empire franc. Dans de nombreuses églises, on peut encore trouver des traces datant de l'époque carolingienne et romane, qu'il s'agisse de la partie inférieure d'une tour, ou de la nef centrale comme à Heilsbronn ou à Heidenheim.
Au début du Xe siècle, un duché de Franconie (Herzogtum Franken) est créé au sein de la Francie orientale (Ostfrankenreich). Il couvre les régions actuelles de Hesse et du Palatinat, des parties du Bade-Wurtemberg et la majorité de la Franconie actuelle.
Le déclin du royaume franc coïncide avec la fin de l'unité entre l'État et l'Église, entre les pouvoirs religieux et laïque. À côté du pouvoir central, apparaissent des seigneurs féodaux, qui, enrichis et renommés, créent de petits royaumes sur leurs domaines. À côté de l'omnipotence de l'Église se développe une bourgeoisie éclairée qui, à partir de l'époque gothique, commence à participer à la vie culturelle.
À partir du XIIe siècle vient la grande époque des villes, notamment des villes libres (Reichsstadt), soumises directement à l'autorité de l'empereur et non du prince local, qui se développent sous les Hohenstaufen et qui sont dotées de droits importants. Les six Reichsstädte de Franconie, Nuremberg, Dinkelsbühl, Rothenbourg, Schweinfurt, Weißenburg et Windsheim sont de fières citadelles de l'artisanat et du commerce. « Nümberger Tand geht in alle Land » (les colifichets de Nuremberg vont dans tous les pays) - dit-on à cette époque. À Nuremberg, les somptueuses cathédrales gothiques de Saint-Laurent et Saint-Sébald ou encore la « Belle Fontaine », dorée à la feuille d'or battue à Schwabach bien avant la colonisation européenne de l'Amérique (rendant l'or plus accessible et moins onéreux en Europe), ne sont que les témoins les plus apparents de la prospérité locale au Moyen Âge.
Avec ses innombrables forteresses, la chevalerie libre, également directement soumise à l'empereur, enrichit le paysage entre la Wörnitz et la Pegnitz : entre nombreuses autres, Colmberg, Pappenheim ou Veldenstein. Mais, avant tout, c'est le château impérial (Kaiserburg) de Nuremberg qui a permis à la Moyenne-Franconie d'aujourd'hui à se faire un renom en tant que  « pays de châteaux forts » (Burgenland).

### Temps modernes

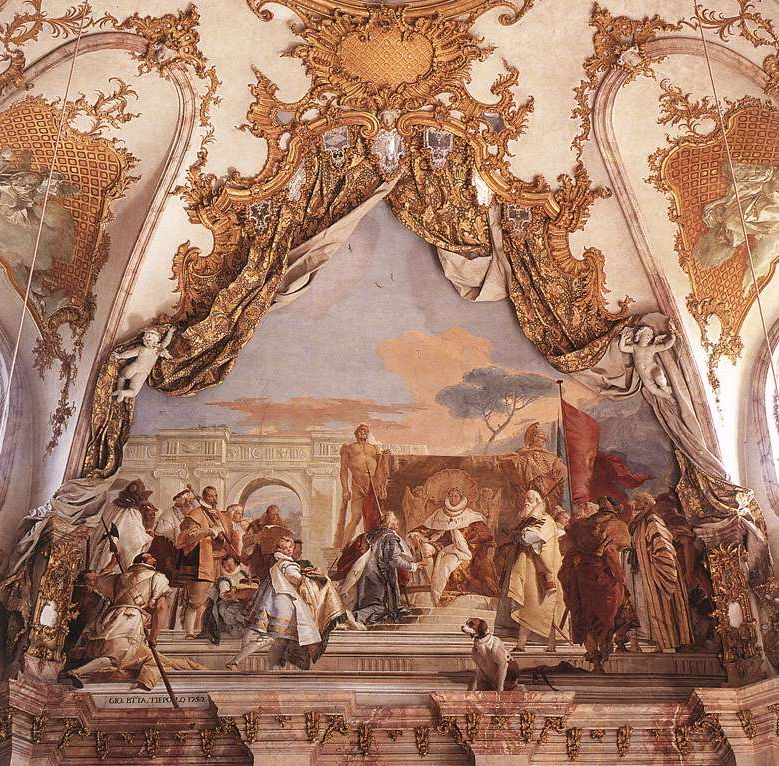
L'investiture de Herold en tant que duc de Franconie
Giambattista Tiepolo, 1751
fresque du Kaisersaal
Résidence de Würzburg

Après la dissolution du duché de Franconie, l'empereur Maximilien Ier, dans le cadre de la profonde réforme institutionnelle du Saint-Empire romain germanique, créé le Cercle de Franconie (Fränkischer Reichskreis) en 1500 pour rassembler les principautés de la moitié orientale de l'ancien duché. Le territoire du Cercle de Franconie correspond à peu près à la Franconie moderne. Le titre de duc de Franconie a continué à être porté par les évêques de Wurtzbourg jusqu'en 1803 (annexion à la Bavière) et par les rois de Bavière jusqu'à la fin de la monarchie en 1918.
Si paisible que fut le début du Moyen Âge, si turbulente est sa fin sur le territoire allemand. Ce sont surtout les régions franconiennes entre le Main et le Danube qui souffrent beaucoup des troubles guerriers de la fin de l'époque médiévale, jusqu'à ce qu'elles soient dévastées, dépeuplées et se retrouvent désertées. C'est justement pendant la guerre de Trente Ans que la Moyenne-Franconie a dû expier ce qui lui était propre : être un carrefour de l'histoire allemande. Les immenses mouvements de troupes de l'armée de Wallenstein et celles du roi de Suède, Gustave Adolphe, apportent beaucoup de misère à la population franconienne. Assassinant, violant, pillant, les soldats laissèrent derrière eux des régions complètement détruites au milieu du XVIIe siècle.

### Époque contemporaine
Il faut presque cinquante ans pour commencer à reconstruire. C'est en 1791, avec la fin du règne du dernier margrave brandebourgeois, Alexandre, que prend fin l'importance de la Franconie en tant que pays entre les frontières de l'histoire européenne. Par les traités successifs de Lunéville (1801), du recès de la Diète d'Empire (1803), signé à Ratisbonne sous la direction de la France du Premier consul Napoléon Bonaparte et de la Russie en dédommagement de certains princes allemands des terres conquises à gauche du Rhin par la Première République française, de la confédération du Rhin (1806) signé à Paris et du Congrès de Vienne (1815), la Franconie est peu à peu annexée définitivement au nouveau Royaume de Bavière mis en place par Napoléon Ier.
En 1838, elle est divisée plus ou moins arbitrairement, sous le roi Louis Ier, en trois circonscriptions administratives: Basse-Franconie, Moyenne-Franconie et Haute-Franconie.

### Sous le régime nazi

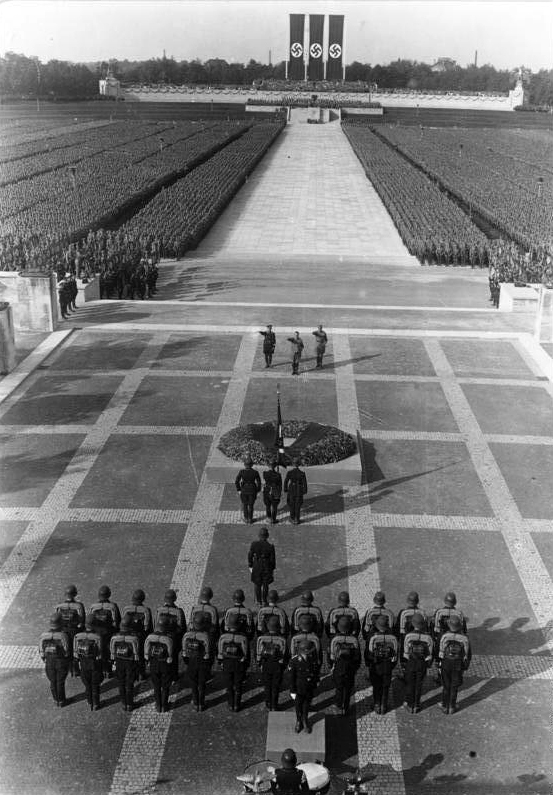
Congrès de Nuremberg de 1934

Pendant la période nazie, la Bavière est divisée en plusieurs Gaue dont les Gau Franken et Gau Main-Franconia.
De 1926 à 1933, la Franconie est la subdivision régionale du parti nazi pour cette région. Le Gau est créé en 1929 sous la direction de Julius Streicher, alors Gauleiter du Gau Nürnberg-Fürth. Streicher est disgracié en 1940. Hans Zimmermann lui succède jusqu'en 1942, lorsque Karl Holz prend le poste qu'il quitte en novembre 1944.
La Franconie protestante est particulièrement séduite par le national-socialisme. Dans la circonscription de Rothenbourg, le parti nazi atteint, en 1929, le score de 83 % (32,9 % pour toute la Bavière)[réf. nécessaire]. La même année, le parti nazi remporte la majorité absolue à Cobourg. Le bourgmestre Franz Reinhold Schwede sera plus tard Gauleiter de Poméranie.
Nuremberg, « ville préférée du Führer », est promue par Hitler « capitale idéologique » du Troisième Reich. C'est là que sont promulguées en 1935 les lois antisémites. Les congrès du parti nazi, qui attirent jusqu'à un million de personnes à Nuremberg, durent une semaine, chaque jour étant consacré à une organisation nazie (p.ex. journée des SS, journée du Service du Travail pour le Reich, journée des Jeunesses hitlériennes), et se terminent par la journée de la Wehrmacht. Ils ont pour but de démontrer, par une mise en scène grandiose, la solidarité du peuple et du Führer. Ils montrent en fait une sorte de culte s’appuyant sur des rites particuliers et exaltant une « communauté raciale » où chaque individu s’efface au sein d’une masse soumise au Führer. Le but ultime de ces congrès est de préparer le pays à la guerre.
En 1945, les Alliés choisissent Nuremberg pour y juger, devant un tribunal militaire international, 24 hauts responsables et 8 organisations du régime nazi.

### La Franconie moderne

Les circonscriptions bavaroises de Basse, Moyenne et Haute-Franconie.

Culturellement, la Franconie est à bien des égards différente de la Bavière proprement dite (« Altbayern »). Alors que l'Altbayern est très majoritairement catholique romaine, la Franconie est une zone mixte. La Basse-Franconie et la moitié ouest de la Haute-Franconie (Bamberg, Lichtenfels, Kronach) sont majoritairement catholiques, alors que la Moyenne-Franconie et la moitié orientale de la Haute-Franconie (Bayreuth, Hof, Kulmbach) sont majoritairement protestantes. La ville de Fürth en Moyenne-Franconie abritait, avant la période nazie, une importante population juive, dont le plus célèbre représentant est Henry Kissinger.
Le francique oriental parlé en Franconie est très différent du dialecte austro-bavarois. La plupart des Franconiens ne se disent pas Bavarois, même si cette opposition tend à s'atténuer au XXIe siècle, deux siècles après l'annexion à la Bavière par la France napoléonienne. Régulièrement, des Franconiens prennent ombrage d'être assimilés à la Bavière. Même s'il n'y a pas d'état de Franconie, le rouge et blanc sont considérés comme ses couleurs nationales (Landesfarben).

## Tourisme
La Franconie, dont les dépliants touristiques insistent volontiers sur le caractère romantique, attire chaque année de nombreux touristes. Ses paysages pittoresques et son histoire intéressante, qui se reflète dans l'architecture de ses bâtiments historiques ainsi que dans les manifestations culturelles, contribuent à la popularité de cette région. De nombreux châteaux forts et bâtisses médiévales sont reliés par la Route des Châteaux Forts qui traverse entièrement la Franconie. La Route romantique la parcourt partiellement.

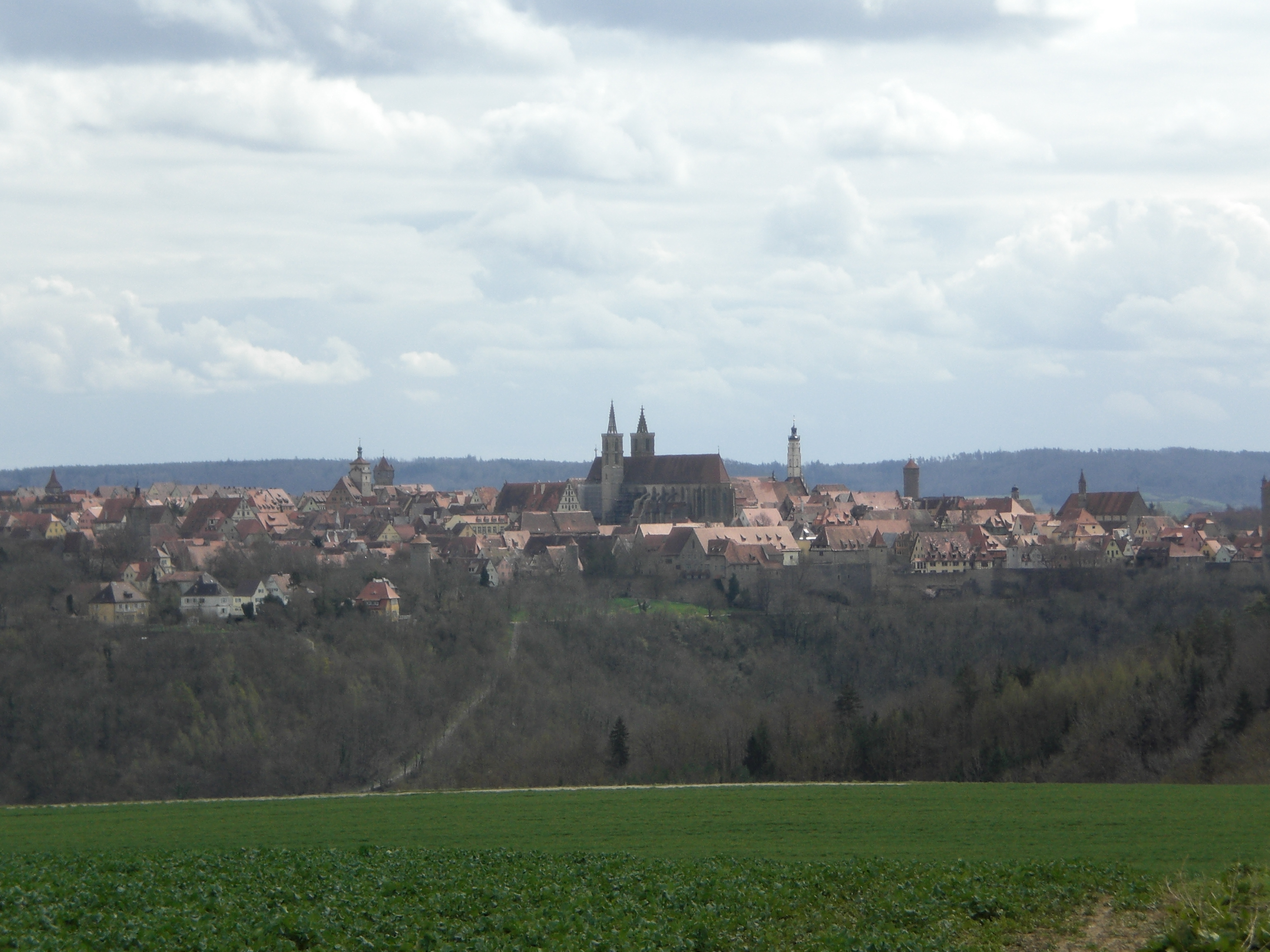
Rothenburg ob der Tauber
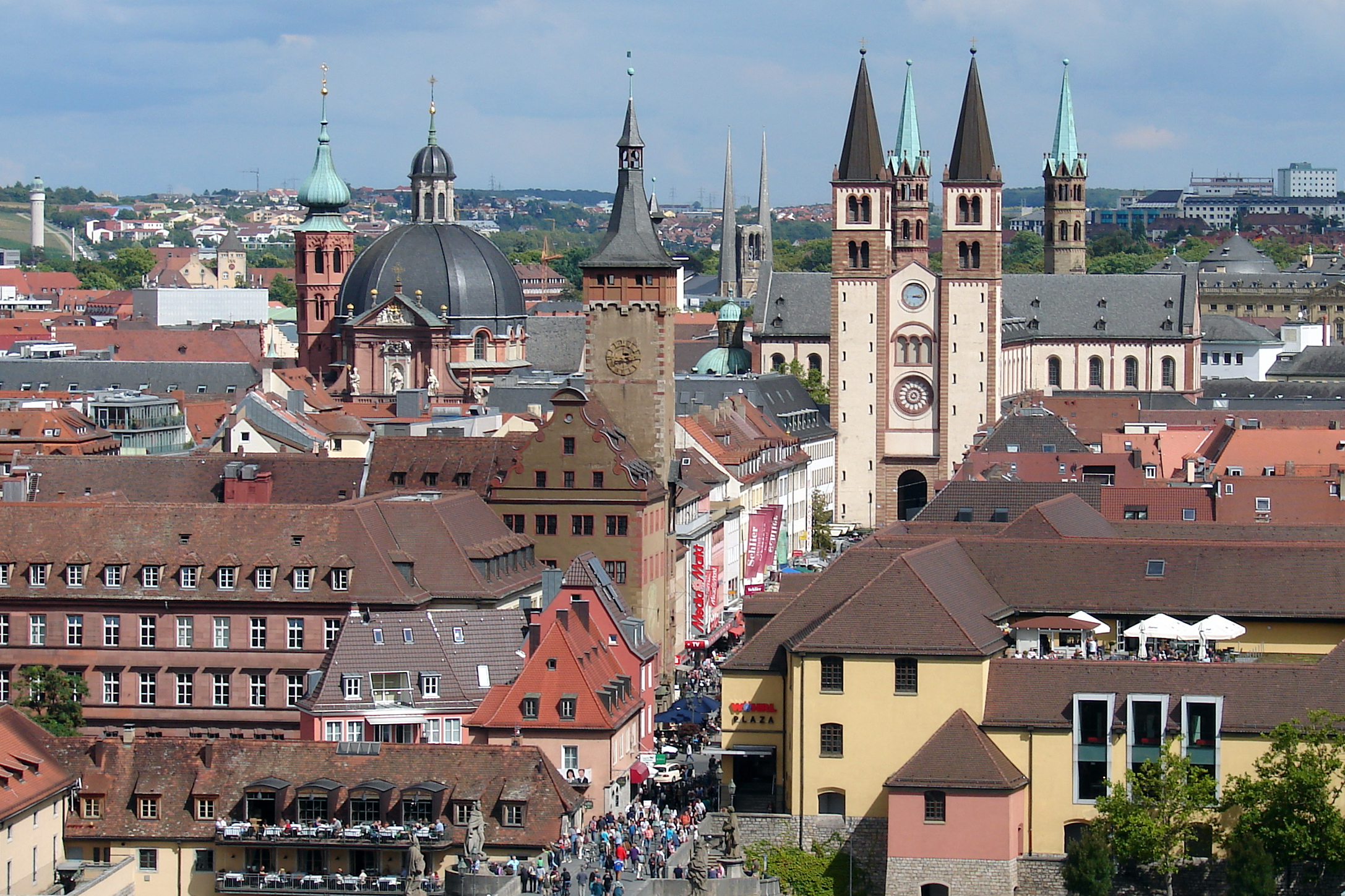
Wurtzbourg, cathédrale Saint-Kilian et hôtel de ville
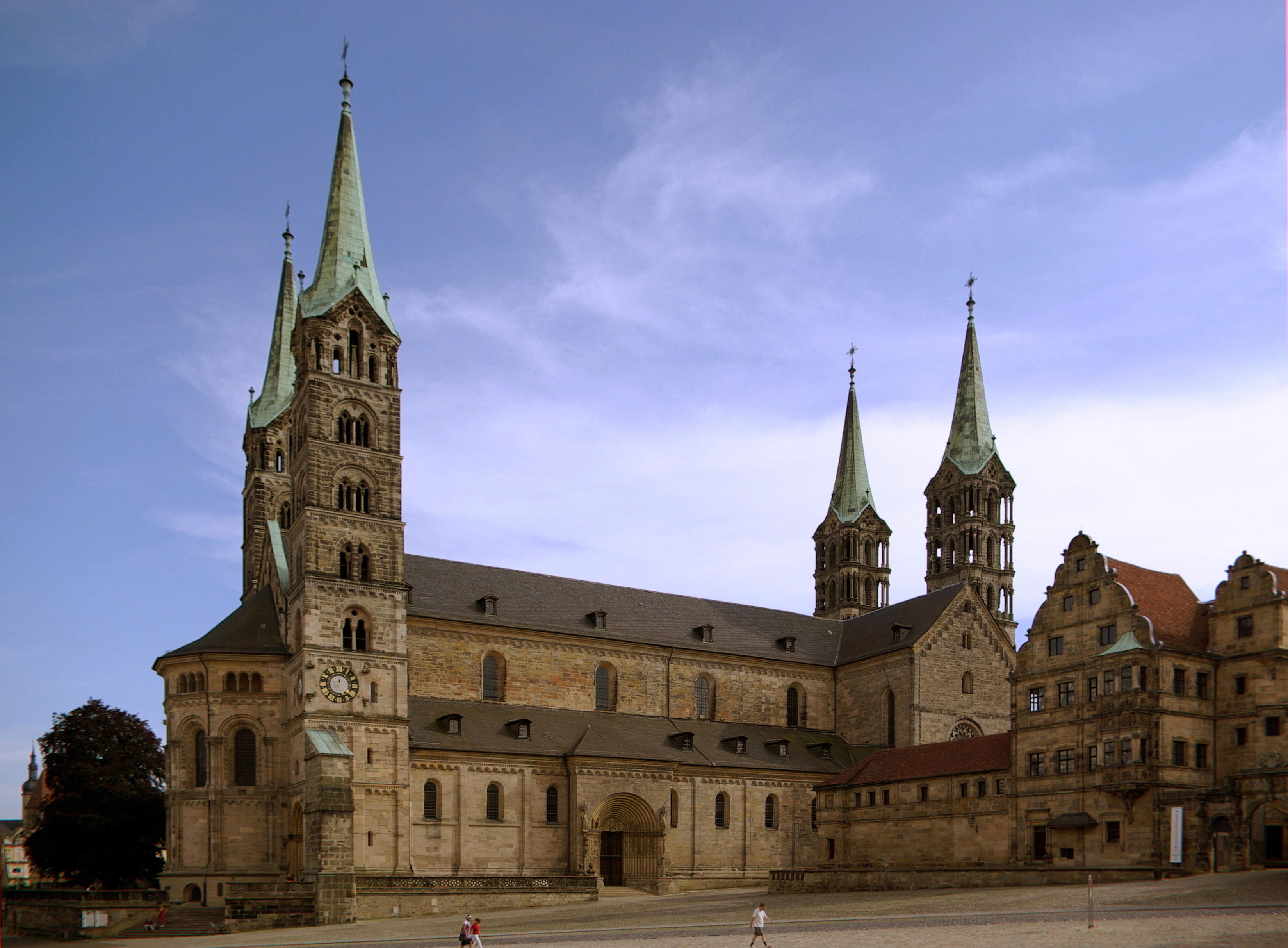
Cathédrale de Bamberg
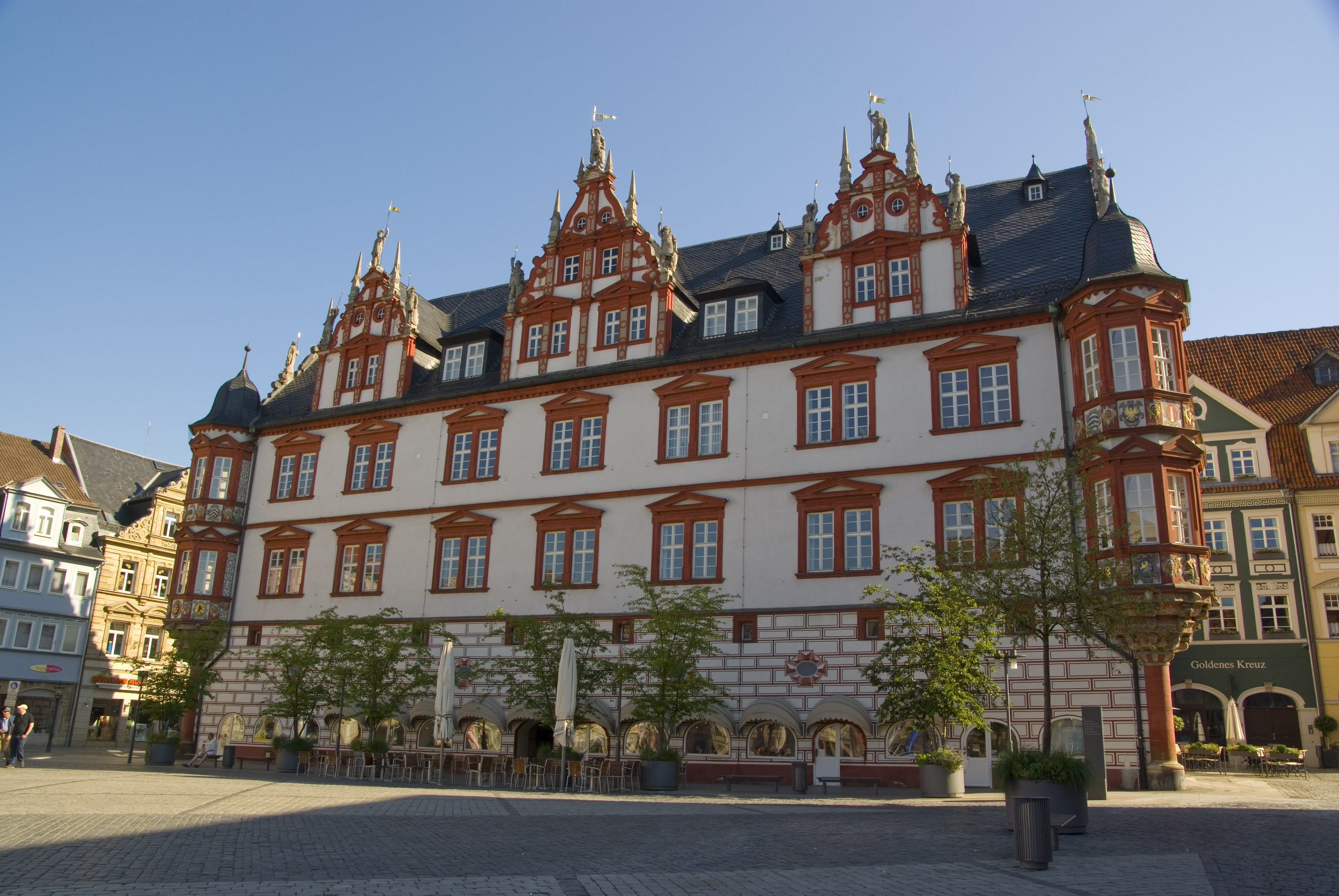
Hôtel de ville de Cobourg
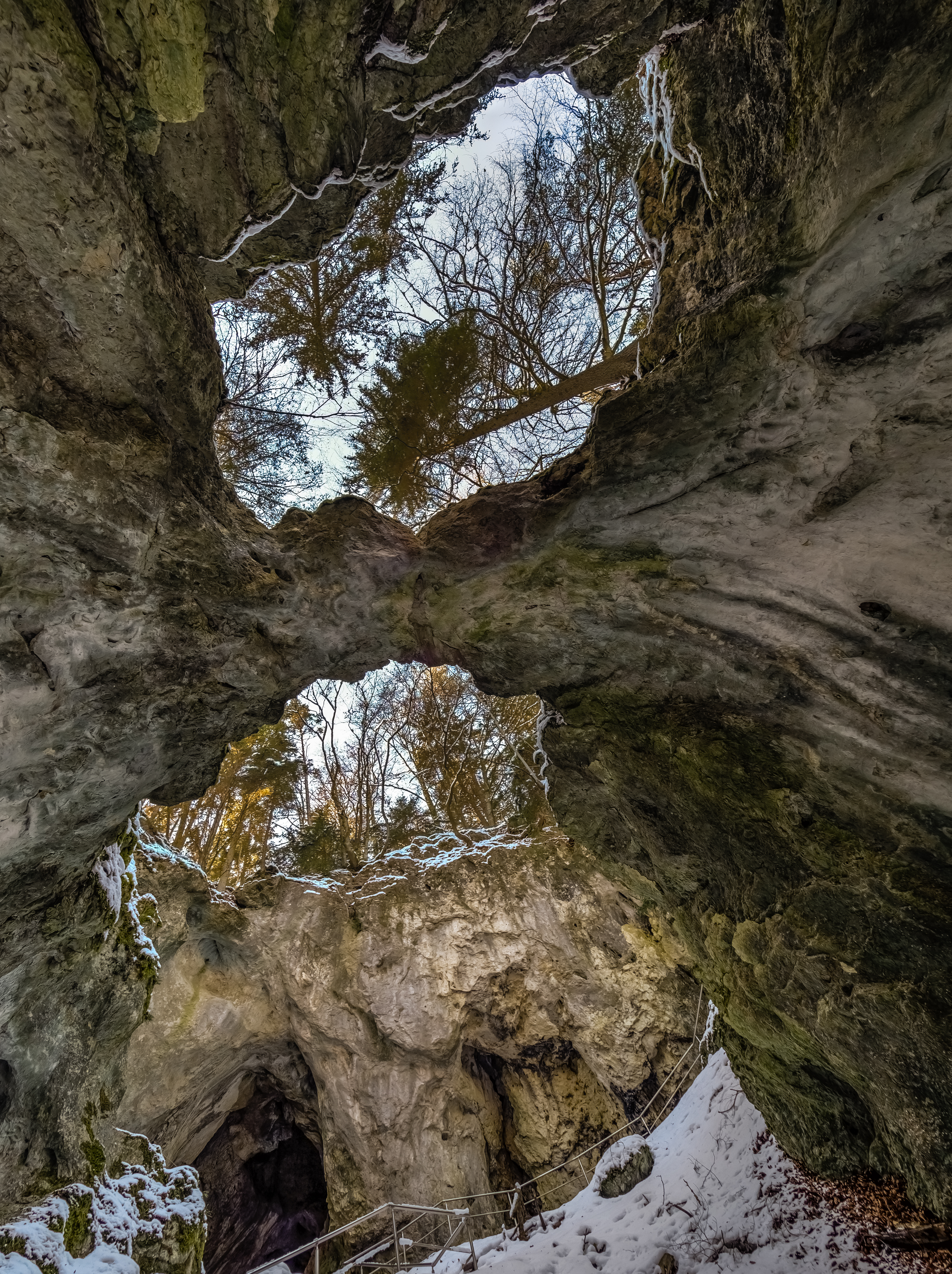
Grottes en « Suisse franconienne »
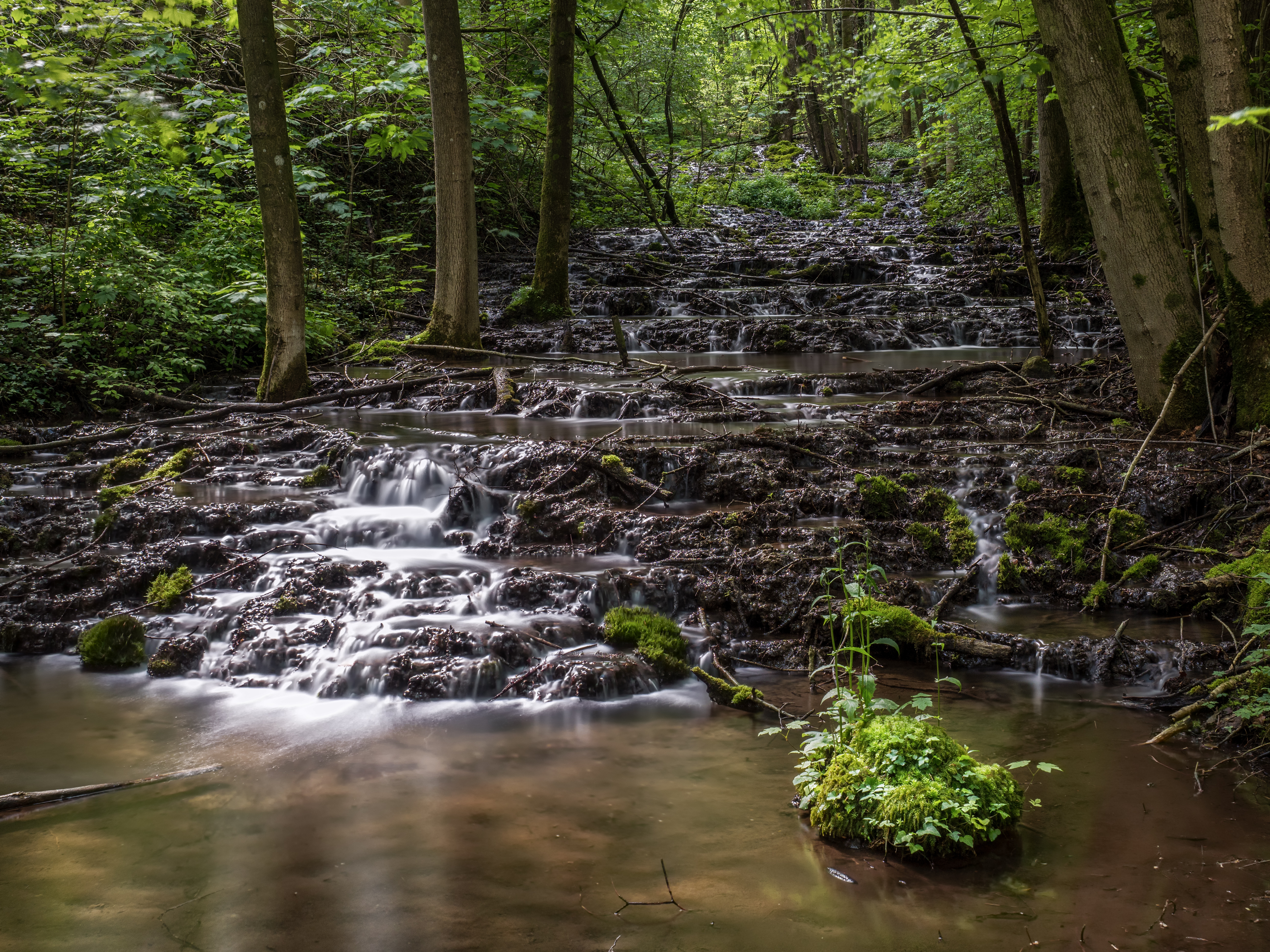
Petites cascades près de Tiefenellern en Suisse franconienne

### Activités sportives
La région offre de multiples possibilités d'activités sportives aux vacanciers.
- La Frankenalb, le Fichtelgebirge, la Fränkische Schweiz et le Steigerwald sont traversés par de nombreux sentiers de randonnée.
- Des rivières comme la Pegnitz, la Wiesent ou l'Altmühl sont le rendez-vous des adeptes de canoë-kayak.
- Les pistes cyclables balisées longeant fleuves et rivières comme le Main, l' Altmühl, la Tauber, etc. se prêtent très bien à des randonnées cyclistes sur plusieurs jours. Le réseau de pistes cyclables franconien est d'ailleurs parmi les plus denses d'Allemagne.
- La Fränkische Schweiz, ou Suisse franconienne, compte parmi les massifs les plus populaires d'Allemagne pour pratiquer l'escalade.
- En hiver, un enneigement relativement fiable permet de s'adonner aux joies du ski dans le « Fichtelgebirge », surtout du ski nordique mais également un peu d'alpin, par exemple sur les pentes de l' Ochsenkopf (1 024 m).

## Gastronomie

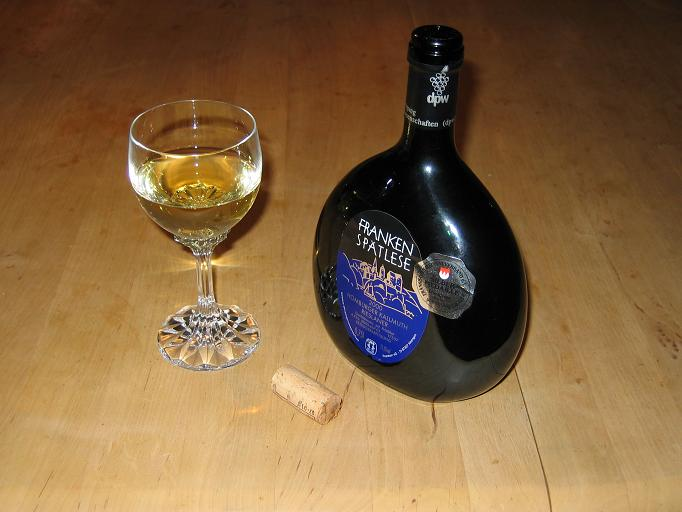
Bocksbeutel de Franconie.

La Franconie est à la fois une région viticole et une grande productrice de bières.
Dans le vignoble de Franconie, les vins blancs et rouges, sont vendus dans des bouteilles de 0,75 litres en forme d'outre plate, appelées  Bocksbeutel, ce qui signifie « bourse de bouc ». Les vignobles se concentrent principalement dans la vallée du Main en Basse-Franconie.
Avec une superficie de 6 100 hectares et une production de 400 000 à 450 000 hectolitres assurée par quelque 5 000 exploitations viticoles (données de 2008), la Franconie se situe parmi les plus grandes régions viticoles d'Allemagne. Environ 19 % de sa surface est consacrée à la production de vin rouge.

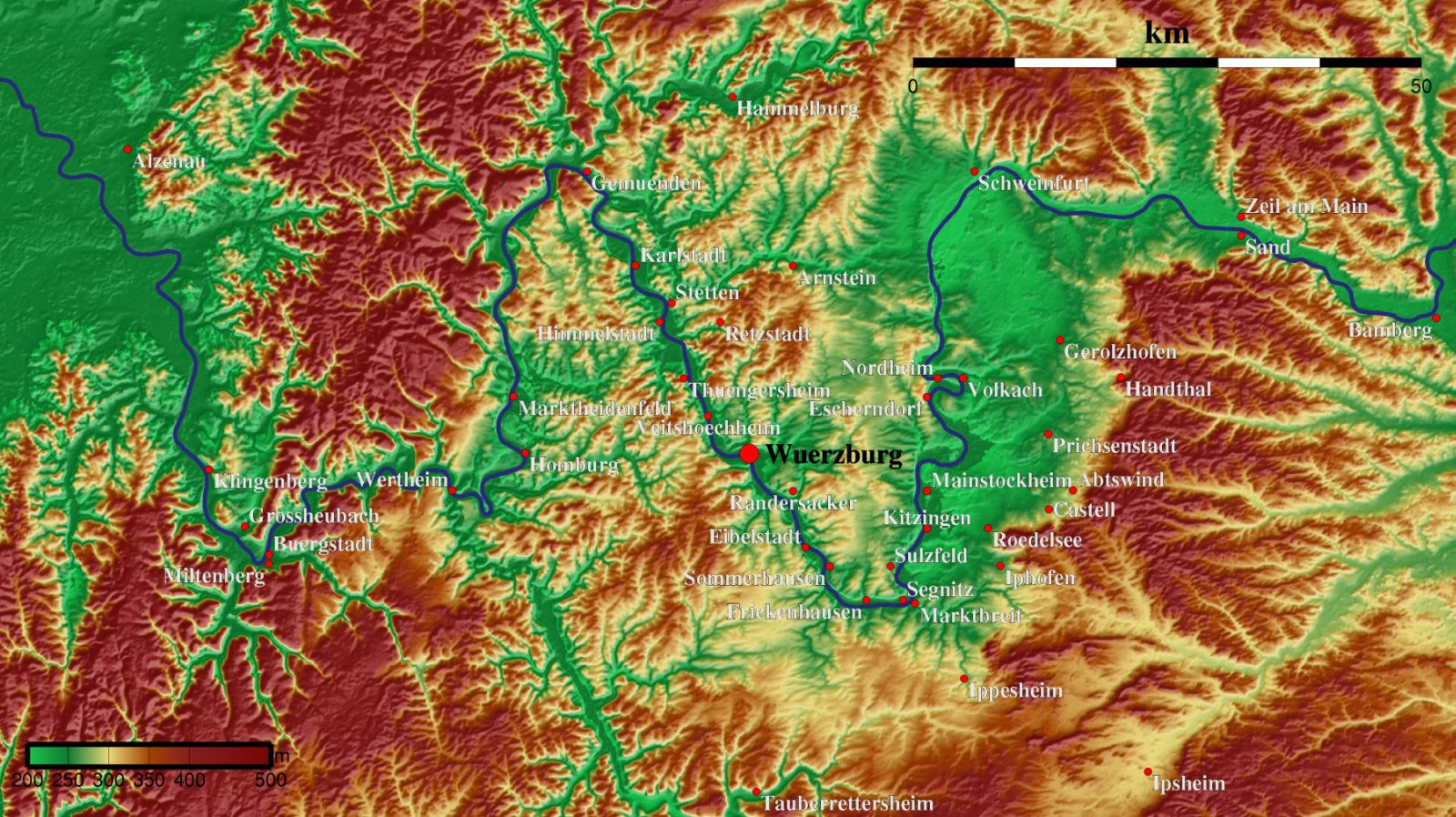
Carte de la région viticole de Franconie.

Les principaux cépages sont, suivant la superficie :
- Muller-Thurgau 31,4 % ;
- Silvaner 20,4 % ;
- Bacchus 12,2 % ;
- Domina 5,7 % ;
- Kerner 4,6 % ;
- Riesling 4,6 %.

### Brasseries
On compte encore en Franconie environ 300 brasseries indépendantes, soit 23 % des brasseries allemandes. D'après le Livre Guinness des records, la Haute-Franconie possède, avec en moyenne une brasserie pour 5 511 habitants, la plus haute densité de brasseries au monde.

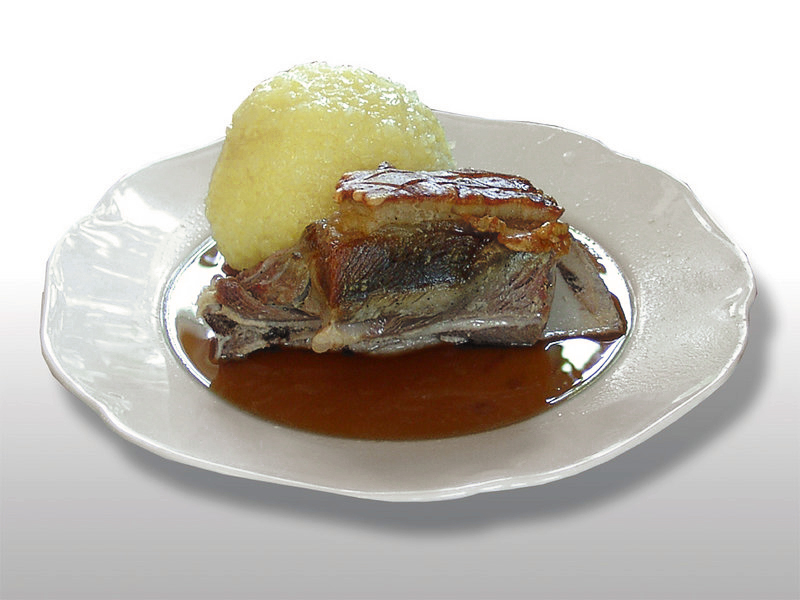
Schäuferle.

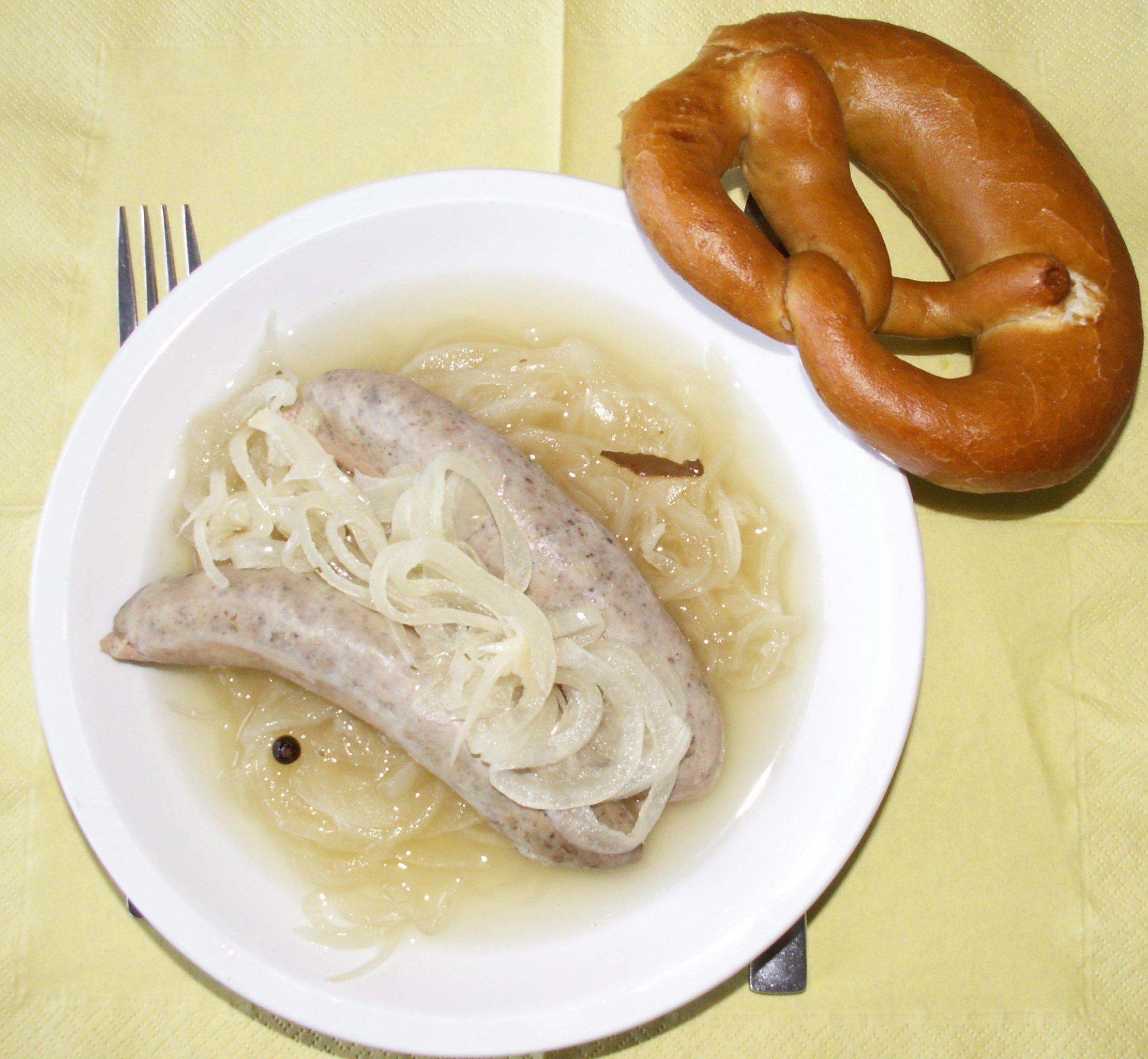
Blaue Zipfel avec une Breze.

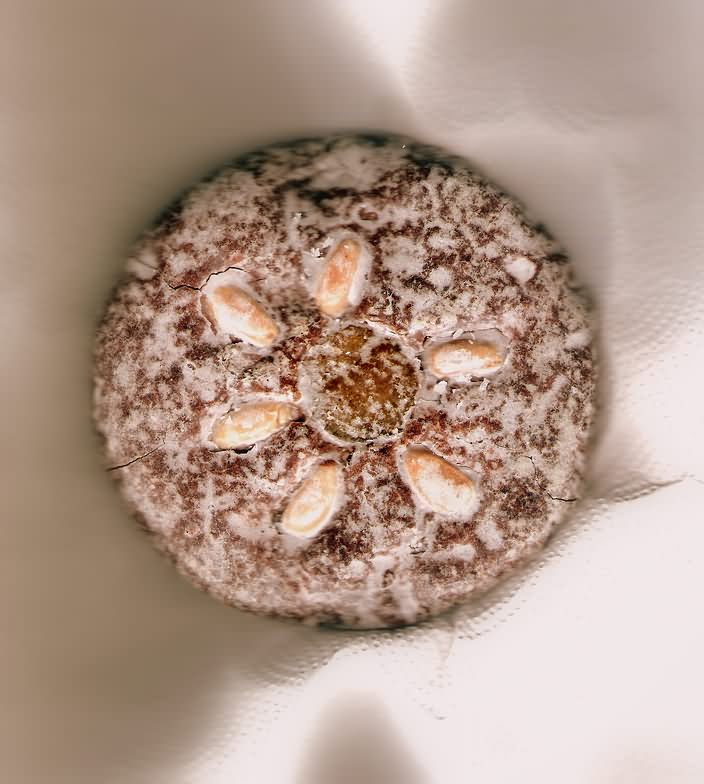
Lebkuchen de Nuremberg.

### Spécialités culinaires
Les principales spécialités gastronomiques franconiennes sont :
- Schäuferle, Schäufele ou encore Schäuferla (épaule de porc rôtie au four en sauce généralement à la bière, accompagnée traditionnellement de Kartoffelkloß, boule de pomme de terre râpée, ainsi que de chou rouge ou choucroute) ;
- Sauerbraten (bœuf braisé avec une sauce aigre-douce et servi avec du chou rouge. Le repas est souvent accompagné de gelée d'airelles rouges. À la sauce on ajoute un genre de pain d'épices) ;
- Karpfen blau ou gebacken (carpe au bleu ou au four, provenant des milliers d'étangs franconiens et dont la saison s'étend sur les mois en « R », soit de septembre à avril) ;
- Fränkische Bratwurste (saucisses grillées de Franconie) ou Nürnberger Bratwürste (petites saucisses de Nuremberg d'environ 8 à 9 cm de long, finement épicées et dont l'appellation est protégée, commandées par 6, 9, 12... et accompagnées de choucroute et/ou salade de pommes de terre) ;
- Blaue Zipfel ou Saure Zipfel (littéralement « pointes aigres », saucisses cuites à feu doux dans une marinade de vinaigre, vin blanc, oignons, feuilles de laurier, grains de poivre, clous de girofle et baies de genévrier) ;
- Lebkuchen (pains d'épices moelleux de Nuremberg, soit glacés au sucre, soit recouverts de chocolat, souvent décorés d'amandes).

## Personnalités
- Saint Morand (? – 1115), saint patron de la vigne et du vin en Franconie.
- Albrecht Dürer (1471 – 1528), peintre, graveur et mathématicien.
- Lucas Cranach l'Ancien (1472 – 1553), peintre et graveur de la Renaissance allemande.
- Matthias Grünewald (vers 1475-1480 – 1528), peintre et ingénieur hydraulique, auteur du retable d'Issenheim.
- Hans Sachs, (1494 – 1576), poète, considéré comme le plus doué et le plus célèbre des Meistersingers.
- Johann Pachelbel (1653 – 1706), compositeur, célèbre pour son Canon.
- Louis-Alexandre Berthier (1753 à Versailles – 1815 à Bamberg), maréchal d'Empire et prince de Wagram.
- Johann Paul Friedrich Richter (1763 – 1825), écrivain connu sous le pseudonyme de Jean Paul.
- Georg Ohm (1789 – 1854), physicien, éponyme de la loi d'Ohm et de l'unité de mesure de résistance électrique.
- Philipp Franz von Siebold (1796 – 1866), médecin, explorateur du Japon et naturaliste.
- Kaspar Hauser (1812 ? – 1833), vit à Ansbach à partir de 1830, où il est assassiné dans les jardins du palais.
- Richard Wagner (1813 – 1883), d'origine saxonne, compositeur, directeur de théâtre, polémiste et chef d'orchestre, s'installe à Bayreuth en 1872 et y fonde le festival de même nom.
- Marcus Goldman (1821 – 1904), cofondateur de la banque d'investissement Goldman-Sachs.
- Levi Strauss (1829 – 1902), homme d'affaires, inventeur du blue-jeans.
- Alois Alzheimer (1864 – 1915), médecin psychiatre, neurologue et neuropathologiste, connu pour sa description de la maladie qui porte son nom.
- Ludwig Erhard (1897 – 1977), chancelier fédéral d'Allemagne de l’Ouest de 1963 à 1966.
- Rudolf Dassler (1898 – 1974), entrepreneur, fondateur de la société de vêtements de sport Puma.
- Adolf "Adi" Dassler (1900 – 1978), entrepreneur, fondateur de la société de vêtements de sport Adidas.
- Henry Kissinger, (1923 – 2023), né à Fürth, émigré aux États-Unis en 1938, secrétaire d'État américain de 1973 à 1977, prix Nobel de la paix en 1973.